# قائمة أكبر الشركات في فنلندا
تسرد هذه المقالة أكبر الشركات في فنلندا من حيث إيراداتها وصافي أرباحها وإجمالي أصولها ، وفقًا لمجلات الأعمال الأمريكية فورتشن و فوربس .

## الشركات الفنلندية في قائمة فورتشن 2019
تعرض هذه القائمة جميع الشركات الفنلندية في فورتشن غلوبال 500، والتي تصنف أكبر الشركات في العالم من حيث الإيرادات السنوية. الأرقام الواردة أدناه معطاة بملايين الدولارات الأمريكية وهي خاصة بالسنة المالية 2018.  كما تم إدراج المقر الرئيسي وصافي الربح وعدد الموظفين وقطاع الصناعة لكل شركة. كان هناك شركة فنلندية واحدة مدرجة بقائمة فورتشن غلوبال 500 لعام 2019.
| الترتيب على فنلندا | الترتيب العالمي فورتشن 500 | الشركة | صناعة | الإيراد (بالملايين) | أرباح (بالملايين) | الموظفين | مقر  |
| ------------------ | -------------------------- | ------ | ----- | ------------------- | ----------------- | -------- | ---- |
| 1                  | 466                        | نوكيا  | تقنية | 26,628              | 401−              | 103,083  | إسبو |

## الشركات الفنلندية في قائمة فوربس 2019
تستند هذه القائمة إلى فوربس غلوبال 2000، والتي تصنف أكبر 2000 شركة مساهمة عامة في العالم، تأخذ قائمة فوربس في الاعتبار العديد من العوامل، بما في ذلك الإيرادات وصافي الربح وإجمالي الأصول والقيمة السوقية لكل شركة؛ حيث يتم إعطاء كل عامل مرتبة مرجحة من حيث الأهمية عند النظر في الترتيب العام، ويسرد الجدول أدناه المقر الرئيسي وقطاع الصناعة لكل شركة. الأرقام بمليارات الدولارات الأمريكية وهي خاصة بالسنة المالية 2018. 
| الترتيب على فنلندا | الترتيب العالمي فوربس 2000 | الشركة                  | مقر    | الإيراد (بالمليارات) | أرباح (بالمليارات) | أصول (بالمليارات) | قيمة (بالمليارات) | صناعة             |
| ------------------ | -------------------------- | ----------------------- | ------ | -------------------- | ------------------ | ----------------- | ----------------- | ----------------- |
| 1                  | 465                        | مجموعة Sampo            | هلسنكي | 9.5                  | 2.0                | 56.1              | 25.8              | تمويل             |
| 2                  | 642                        | نوكيا                   | إسبو   | 26.6                 | 0.4−               | 46.6              | 32.3              | تقنية             |
| 3                  | 709                        | UPM                     | هلسنكي | 12.4                 | 1.8                | 16.0              | 15.2              | صناعة اللب والورق |
| 4                  | 753                        | نيستي (Neste)           | إسبو   | 17.6                 | 0.9                | 9.4               | 27.8              | النفط والغاز      |
| 5                  | 823                        | فورتوم (Fortum)         | إسبو   | 6.2                  | 1.0                | 25.6              | 18.3              | كهرباء            |
| 6                  | 840                        | كوني                    | هلسنكي | 10.7                 | 1.0                | 8.8               | 27.9              | الصناعات          |
| 7                  | 881                        | ستورا إنسو (Stora Enso) | هلسنكي | 12.4                 | 1.2                | 14.7              | 10.1              | صناعة اللب والورق |
| 8                  | 1670                       | فرتسيلا (Wärtsilä)      | هلسنكي | 6.1                  | 0.5                | 6.9               | 10.3              | الصناعات          |
| 9                  | 1978                       | كيسكو (Kesko)           | هلسنكي | 12.2                 | 0.3                | 4.9               | 5.6               | بيع بالتجزئة      |